# Monomorium spectrum
Monomorium spectrum är en myrart som beskrevs av Bolton 1987. Monomorium spectrum ingår i släktet Monomorium och familjen myror. Inga underarter finns listade i Catalogue of Life.